# Rönnängesfjärden
Rönnängesfjärden är en sjö i Luleå kommun i Norrbotten och ingår i Råneälven-Altersundets kustområde. Sjön har en area på 0,0813 kvadratkilometer och ligger 0 meter över havet.

## Delavrinningsområde
Rönnängesfjärden ingår i det delavrinningsområde (730553-179722) som SMHI kallar för Mynnar i havet. Medelhöjden är 5 meter över havet och ytan är 1,59 kvadratkilometer. Räknas de 3 avrinningsområdena uppströms in blir den ackumulerade arean 36,59 kvadratkilometer. Avrinningsområdets utflöde Lillkvarnbäcken mynnar i havet. Avrinningsområdet består mestadels av skog (65 procent) och jordbruk (18 procent). Avrinningsområdet har 0,08 kvadratkilometer vattenytor vilket ger det en sjöprocent på 5,1 procent.